# Nymphites lithographicus
Nymphites lithographicus là một loài côn trùng trong họ Nymphitidae thuộc bộ Neuroptera. Loài này được Handlirsch miêu tả năm 1906.